# Liga Mayor del Distrito Federal 1931/32
Die Saison 1931/32 der Liga Mayor del Distrito Federal war – unter der Berücksichtigung, dass der Wettbewerb in der vorangegangenen Saison 1930/31 vorzeitig abgebrochen wurde und daher ebenso wenig als regulärer Ligawettbewerb anzusehen ist wie das im Pokalmodus ausgetragene Jubiläumsturnier Centenario 1921 – die 29. Spielzeit der in Mexiko eingeführten Fußball-Liga, die in der Anfangszeit unter dem Begriff Primera Fuerza firmierte. Stand der Wettbewerb ursprünglich Mannschaften aus allen Landesteilen offen, so war er in den 20 Jahren von 1920 bis 1940 auf Vereine aus Mexiko-Stadt begrenzt.
Meister wurde zum ersten Mal der CF Atlante, dessen Mannschaft die Saison punktgleich mit dem Club Necaxa beendet hatte und den Erzrivalen in den anschließenden Play-offs besiegte. Obwohl beide Mannschaften die Spielzeit mit 23 Punkten auf den ersten beiden Plätzen beendet hatten und insgesamt fünfmal gegeneinander antraten, konnte der Club Necaxa keine einzige Begegnung zu seinen Gunsten entscheiden. Nachdem Atlante in der Punktspielrunde mit 2:1 und 3:3 die bessere Bilanz im direkten Vergleich aufzuweisen hatte, gewannen die Potros auch die anschließenden Play-offs mit 3:2, 1:1 und 1:0.
Beide Vereine stellten mit Juan Carreño (Atlante) und Julio Lores (Necaxa), die jeweils 20 Treffer erzielten, auch die erfolgreichsten Torjäger der Saison.

## Besonderheit
Nachdem die vorangegangene Spielzeit aufgrund von Verbandsstreitigkeiten nach nur zwei Spieltagen abgebrochen wurde und der bis dahin zehnfache Meister Real Club España sowie der Meister von 1913, Club México, auch nicht am Spielbetrieb der Saison 1931/32 teilnahmen, wurden diese beiden Mannschaften durch die neu aufgenommenen Teams Leonés OP und Sporting ersetzt.

## Saisonverlauf
Das Turnier begann am 10. Januar 1932 mit der Begegnung des Meisters von 1923, Club Asturias, gegen den späteren Meister Atlante, die Asturias mit 5:4 gewann. Die Punktspielrunde endete am 14. August 1932 mit den Begegnungen zwischen América und Leonés (7:0) sowie dem daran anschließenden Spitzenspiel zwischen Necaxa und Atlante, das 3:3 endete und somit eine „Saisonverlängerung“ zur Ermittlung des Meisters bedeutete. Die Play-offs wurden in den drei darauffolgenden Wochen alle im Parque Necaxa ausgetragen.

## Spielorte
Sämtliche Ligaspiele wurden im Campo Asturias und im Parque Necaxa ausgetragen.

## Abschlusstabelle
| Pl. | Verein       | Sp. | S  | U | N  | Tore    | Diff. | Punkte |
| --- | ------------ | --- | -- | - | -- | ------- | ----- | ------ |
| 1.  | Club Necaxa  | 14  | 11 | 1 | 2  | 062:250 | +37   | 23:50  |
| 2.  | CF Atlante   | 14  | 11 | 1 | 2  | 053:230 | +30   | 23:50  |
| 3.  | CF Asturias  | 14  | 9  | 2 | 3  | 040:340 | +6    | 20:80  |
| 4.  | Club América | 14  | 5  | 2 | 7  | 039:420 | −3    | 12:16  |
| 5.  | FV Germania  | 14  | 4  | 4 | 6  | 036:450 | −9    | 12:16  |
| 6.  | Sporting     | 14  | 4  | 2 | 8  | 029:340 | −5    | 10:18  |
| 7.  | Club Marte   | 14  | 2  | 3 | 9  | 030:570 | −27   | 07:21  |
| 8.  | Leonés OP    | 14  | 2  | 1 | 11 | 024:530 | −29   | 05:23  |

## Kreuztabelle
Die Kreuztabelle stellt die Ergebnisse aller Spiele dieser Saison dar. Die Heimmannschaft ist in der linken Spalte aufgelistet und die Gastmannschaft in der obersten Reihe.
| 1931/32 | 1931/32  | NEC | ATE | AST | AME | GER | SPO | MAR  | LEO |
| 01.     | Necaxa   |     | 3:3 | 7:0 | 6:1 | 8:3 | 2:1 | 4:3  | 4:2 |
| 02.     | Atlante  | 1:2 |     | 6:1 | 5:0 | 8:1 | 4:2 | 3:2  | 5:2 |
| 03.     | Asturias | 5:4 | 5:4 |     | 2:0 | 3:2 | 3:1 | 6:1  | 3:2 |
| 04.     | América  | 1:5 | 0:1 | 2:0 |     | 2:2 | 5:4 | 10:3 | 7:0 |
| 05.     | Germania | 2:1 | 2:3 | 3:3 | 3:3 |     | 1:2 | 5:1  | 5:1 |
| 06.     | Sporting | 1:4 | 0:3 | 2:2 | 1:2 | 3:4 |     | 2:0  | 5:1 |
| 07.     | Marte    | 1:4 | 3:5 | 0:5 | 6:4 | 2:2 | 2:2 |      | 3:2 |
| 08.     | Leonés   | 1:8 | 0:2 | 0:2 | 4:2 | 5:1 | 1:3 | 3:3  |     |